# Saint Fagans
Sain Ffagan
Saint Fagans (appellation anglaise) ou Sain Ffagan (appellation galloise) est une communauté de la cité et comté de Cardiff, au pays de Galles.
Administrée par un conseil de communauté, elle couvre le village de Saint Fagans et le nord-ouest de celui d’Ely, à l’ouest du Centre-Ville. Selon le recensement de 2011, la communauté compte 2 535 habitants.

## Géographie
En 1995, chacune des sections électorales de Creigiau and Saint Fagans (en) et de Radyr and Saint Fagans sert de circonscription d’élection à un membre du conseil de Cardiff. À partir de 1999, il ne subsiste que celle de Creigiau and Saint Fagans (en), où est toujours élu un seul conseiller de Cardiff.

## Démographie
La communauté compte 2 535 habitants selon le recensement de 2011.

### Sources
- (en) Cet article est partiellement ou en totalité issu de l’article de Wikipédia en anglais intitulé « St Fagans » (voir la liste des auteurs).

1. ↑  « St. Fagans Parish: Local Area Report », sur le site de Nominis (données du recensement de 2011) [lire en ligne].